# Baliny
Baliny (deutsch Ballin, älter auch Palin) ist eine Gemeinde in Tschechien. Sie liegt fünf Kilometer südwestlich von Velké Meziříčí und gehört zum Okres Žďár nad Sázavou.

## Geographie
Baliny befindet sich im Tal des Flüsschens Balinka im Krischanauer Bergland (Křižanovská vrchovina) im Süden der Böhmisch-Mährischen Höhe. Nordwestlich erhebt sich die Kopaniny (530 m). Das Dorf liegt im Naturpark Balinské údolí. Im Westen befinden sich die Teiche Velký rybník und Malý rybník.
Nachbarorte sind Svařenov und Hrbov im Norden, Amerika und Velké Meziříčí im Nordosten, Oslavice im Osten, Ovčírna im Südosten, Oslavička im Süden, Nový Telečkov im Südwesten, Horní Heřmanice und Horní Radslavice im Westen sowie Uhřínov im Nordwesten.

## Geschichte
Die erste urkundliche Erwähnung von Baliny erfolgte im Jahre 1317, als die Kirche St. Nikolaus in Meziříčí drei Hufen des Dorfes erwarb. Im 14. Jahrhundert bestand in Baliny ein Hof und eine Mühle. 1358 verkaufte Jindřich von Balinka das rechts der Balinka gelegene Vorwerk Balinka mit allem Zubehör an Zdich von Kozlov. 1407 kaufte Matěj von Baliny sowohl das Dorf Baliny als auch Balinka.
1415 gehörte Matěj von Baliny zu den Unterzeichnern eines Protestschreibens mährischer Adliger, die in Konstanz um die Freilassung von Jan Hus ersuchten. Zum Ende des 15. Jahrhunderts wurde Balinky an die Herrschaft Velké Meziříčí angeschlossen. Nach 1600 bestanden in Baliny mit der Oberen und Unteren Mühle zwei Mühlen, die die Wasserkraft der Balinka nutzen.
Im 19. Jahrhundert entstand in Baliny durch fünf Großbrände hoher Schaden. In diesem von Katastrophen gekennzeichneten Jahrhundert wurde das Dorf weiterhin von vier Hochwassern sowie von Missernten heimgesucht. Nach der Aufhebung der Patrimonialherrschaften bildete Balín ab 1850 einen Ortsteil der politischen Gemeinde Uhřínov in der Bezirkshauptmannschaft Velké Meziříčí. 1908 entstand die Gemeinde Baliny. Zu Beginn des Jahres 1961 wurde Baliny dem Okres Žďár nad Sázavou zugeordnet. Zwischen 1980 und 1991 war das Dorf nach Velké Meziříčí eingemeindet. Seit dem 1. Januar 1992 besteht die Gemeinde Baliny wieder.

## Gemeindegliederung
Für die Gemeinde Baliny sind keine Ortsteile ausgewiesen.

## Sehenswürdigkeiten
- Kapelle mit Glockenturm, rustikaler Bau aus der ersten Hälfte des 19. Jahrhunderts
- Steinkreuz aus dem Jahre 1846, bei der Kapelle
- Naturpark Balinské údolí, in den Flussmäandern der Balinka, östlich des Ortes